# إيمرسون شيخ
إيمرسون باسوس (بالبرتغالية: Emerson Sheik) (بالبرتغالية:Márcio Passos de Albuquerque) ، من مواليد 6 سبتمبر 1978 ، لاعب كرة قدم قطري، ولد في البرازيل وهاجر إلى قطر ولعب مع المنتخب القطري لكرة القدم، ولقبه شيخ إيمرسون.

## وصلات خارجية
- Márcio Passos de Albuquerque's profile, stats & pics (بالإنجليزية)
- إيمرسون شيخ على موقع الاتحاد الدولي (مؤرشف)  (الإنجليزية)
- إيمرسون شيخ على موقع رابطة كرة القدم اليابانية للمحترفين (اليابانية)
- إيمرسون شيخ على موقع رابطة كرة القدم الفرنسية للمحترفين (الإنجليزية)
- إيمرسون شيخ على موقع قاعدة بيانات كرة القدم.إي يو (الإنجليزية)
- إيمرسون شيخ على موقع ليكيب (الفرنسية)
- إيمرسون شيخ على موقع ناشيونال فوتبول تيمز (الإنجليزية)
- إيمرسون شيخ على موقع Soccerway.com (الإنجليزية)
- إيمرسون شيخ على موقع عالم كرة القدم.نت (الإنجليزية)
- إيمرسون شيخ على موقع AS.com (الإسبانية)